# The Neverland Express
The Neverland Express jest zespołem osób występujących na koncertach Meat Loafa, będącego szefem tej grupy. Jej nazwa wzięła się z sympatii Jima Steinmana (kompozytor stojący za największymi sukcesami Meat Loafa – to on stworzył wszystkie piosenki do „Bat Out Of Hell” (1977) oraz do „Bat Out Of Hell 2 : Back Into Hell” (1993)) do postaci „Piotrusia Pana”.

## Skład zespołu

### Obecni członkowie
- Paul Crook: Główna gitara elektryczna
- Randy Flowers: Druga gitara elektryczna, Gitara akustyczna, Chórek
- Danny Miranda: Gitara basowa, Chórek
- Justin Avery: Fortepian, Keyboard, Chórek
- Dave Luther: Saksofon, Keyboard, Chórek
- John Miceli: Perkusja
- Patti Russo: Główne partie kobiece, Chórek

### Dawne składy
marzec 2010-wrzesień 2010
- Paul Crook: Główna gitara elektryczna
- Randy Flowers: Druga gitara elektryczna, Gitara akustyczna, Chórek
- Danny Miranda: Gitara basowa, Chórek
- Justin Avery: Fortepian, Keyboard, Chórek
- Dave Luther: Saksofon, Keyboard, Chórek
- John Miceli: Perkusja
- Patti Russo: Główne partie kobiece, Chórek
- Carolyn „C.C.” Coletti-Jablonski: Niektóre partie kobiece, Chórek

2008-luty 2010
- Paul Crook: Główna gitara elektryczna
- Randy Flowers: Druga gitara elektryczna, Gitara akustyczna, Chórek
- Kasim Sulton: Gitara basowa, Chórek
- Mark Alexander: Fortepian, Keyboard, Chórek
- Dave Luther: Saksofon, Keyboard, Chórek
- John Miceli: Perkusja
- Patti Russo: Główne partie kobiece, Chórek
- Carolyn „C.C.” Coletti-Jablonski: Niektóre partie kobiece, Chórek

koniec 2006-2007
- Paul Crook: Główna gitara elektryczna
- Randy Flowers: Druga gitara elektryczna, Gitara akustyczna, Chórek
- Kasim Sulton: Gitara basowa, Chórek
- Mark Alexander: Fortepian, Keyboard, Chórek
- Dave Luther: Saksofon, Keyboard, Chórek
- John Miceli: Perkusja
- Aspen Miller: Główne partie kobiece, Chórek
- Carolyn „C.C.” Coletti-Jablonski: Niektóre partie kobiece, Chórek

koniec 2003-2006
- Paul Crook Główna gitara elektryczna
- Randy Flowers: Druga gitara elektryczna, Gitara akustyczna, Keyboard, Chórek
- Kasim Sulton: Gitara basowa, Chórek
- Mark Alexander: Fortepian, Keyboard, Chórek
- John Miceli: Perkusja
- Patti Russo: Główne partie kobiece, Chórek
- Carolyn „C.C.” Coletti-Jablonski: Niektóre partie kobiece, Chórek

połowa 2003
- Paul Crook: Główna gitara elektryczna
- Randy Flowers: Druga gitara elektryczna, Gitara akustyczna, Keyboard, Chórek
- Kasim Sulton: Gitara basowa, Chórek
- Mark Alexander: Fortepian, Keyboard, Chórek
- John Miceli: Perkusja
- Patti Russo: Partie kobiece, Chórek
- Renee Cologne: Chórek

początek 2003
- Paul Crook: Główna gitara elektryczna
- John Golden: Gitary, Keyboard, Chórek
- Kasim Sulton: Gitara basowa, Chórek
- Mark Alexander: Fortepian, Keyboard, Chórek
- John Miceli: Perkusja
- Patti Russo: Partie kobiece, Chórek
- Pearl Aday: Chórek

2002
- Damon La Scot: Główna gitara elektryczna
- John Golden: Gitary, Keyboard, Chórek
- Kasim Sulton: Gitara basowa, Chórek
- Mark Alexander: Fortepian, Keyboard, Chórek
- John Miceli: Perkusja
- Patti Russo: Partie kobiece, Chórek
- Pearl Aday: Chórek

2001
- Laurie Wisefield: Gitary
- Kasim Sulton: Gitara basowa, Chórek
- Mark Alexander: Fortepian, Keyboard, Chórek
- John Miceli: Perkusja
- Patti Russo: Główne partie kobiece, Chórek
- Pearl Aday: Chórek

1999
- Damon La Scot: Gitara elektryczna
- Ray Anderson: Gitara rytmiczna, Keyboard, Chórek
- Kasim Sulton: Gitara basowa, Gitara akustyczna, Chórek
- Tom Brislin: Fortepian, Chórek
- John Miceli: Perkusja
- Patti Russo: Główne partie kobiece, Chórek
- Pearl Aday: Chórek

1995-96
- Pat Thrall: Gitary, Chórek
- Kasim Sulton: Gitary, Keyboard, Chórek
- Steve Buslowe: Gitara basowa, Chórek
- Mark Alexander: Fortepian, Chórek
- John Miceli: Perkusja
- Patti Russo: Główne partie kobiece, Chórek
- Pearl Aday: Chórek

1993-95
- Pat Thrall: Gitary, Chórek
- Kasim Sulton: Gitary, Keyboard, Chórek
- Steve Lukather: Gitary
- Steve Buslowe: Gitara basowa, Chórek
- Mark Alexander: Fortepian, Chórek
- Jim Steinman: Fortepian
- Paul Mirkovich: Keyboard
- Jeff Bova: Organy
- John Miceli: Perkusja
- Patti Russo: Główne partie kobiece, Chórek
- Pearl Aday: Chórek

1991-92
- Dave Gellis: Gitary, Chórek
- Pat Thrall: Gitary, Chórek
- Steve Buslowe: Gitara basowa, Chórek
- Paul Jacobs: Fortepian
- Mark Alexander: Keyboard
- Domenic Cicchetti: Keyboard
- Chuck Burgi: Perkusja
- John Miceli: Perkusja
- Cindy Thrall: Chórek
- Pearl Aday: Chórek

początek lat 90.
- Dave Gellis: Gitary, Chórek
- Pat Thrall: Gitary, Chórek
- Steve Buslowe: Gitara basowa, Chórek
- Paul Jacobs: Fortepian
- Mark Alexander: Keyboard
- Domenic Cicchetti: Keyboard
- Chuck Burgi: Perkusja
- John Miceli: Perkusja
- Amy Goff: Główne partie kobiece, Chórek
- Elaine Goff: Chórek

1988
- Bob Kulick: Główna gitara elektryczna
- Alan Merrill: Gitary, Chórek
- Steve Buslowe: Gitara basowa, Chórek
- Jim Steinman: Fortepian
- Domenic Cicchetti: Keyboard
- Chuck Burgi: Perkusja
- Amy Goff: Główne partie kobiece, Chórek
- Elaine Goff: Chórek

1987
- Bob Kulick: Główna gitara elektryczna
- Alan Merrill: Gitary, Chórek
- Steve Buslowe: Gitara basowa, Chórek
- Frank Doyle: Keyboard
- Paul Jacobs: Fortepian
- Chuck Burgi: Perkusja
- Amy Goff: Główne partie kobiece, Chórek
- Elaine Goff: Chórek
- Rory Dodd: Chórek

1984-85
- Bob Kulick: Główna gitara elektryczna
- Paul Jacobs: Gitary, Keyboard, Chórek
- John Golden: Gitara basowa, Chórek
- Brian Chatton: Keyboard, Chórek
- Andy Wells: Perkusja
- Katti Mac: Główne partie kobiece, Chórek
- Doreen Chanter: Chórek

1983
- Bob Kulick: Główna gitara elektryczna
- Mark Doyle: Gitary
- Steve Buslowe: Gitara basowa, Chórek
- Paul Jacobs: Fortepian
- Wells Kelly: Perkusja
- Katti Mac: Główne partie kobiece, Chórek
- Eric Troyer: Chórek

1982
- Bob Kulick: Główna gitara elektryczna
- Steve Hunter: Gitary
- Steve Buslowe: Gitara basowa, Chórek
- Paul Jacobs: Fortepian
- George Meyer: Keyboard
- Terry Williams: Perkusja
- Pamela Moore: Główne partie kobiece, Chórek
- Eric Troyer: Chórek
- Ted Neeley: Chórek

1981
- Bob Kulick: Główna gitara elektryczna
- Bruce Kulick: Gitary
- Steve Buslowe: Gitara basowa, Chórek
- Paul Jacobs: Fortepian
- Paul Glanz: Keyboard
- Joe Stefko: Perkusja
- Pamela Moore: Główne partie kobiece, Chórek
- Eric Troyer: Chórek
- Ted Neeley: Chórek

1977-79
- Bob Kulick: Główna gitara elektryczna
- Bruce Kulick: Gitary
- Steve Buslowe: Gitara basowa
- Jim Steinman: Fortepian, Chórek
- Paul Glanz: Keyboard
- Joe Stefko: Perkusja
- Karla DeVito: Główne partie kobiece, Chórek
- Rory Dodd: Chórek